# Habitatge al carrer Pau Casals, 14 (Llagostera)
L'edifici del número 14 del carrer Pau Casals de Llagostera és una casa urbana entre mitgeres que té parets portants i dues plantes inclosa en l'Inventari del Patrimoni Arquitectònic de Catalunya. Cal remarcar els elements ornamentals del primer pis: balcons amb mènsules i baranes de ferro colat, pilastres jòniques amb baixos relleus i guardapols amb medallons. Una cornisa volada amb mènsules corona la façana. Edifici lligat a l'expansió urbana produïda durant el segle xix per l'impuls econòmic causat pel desenvolupament de la indústria del suro. És al costat de l'habitatge al carrer Pau Casals, 16, també inclòs en l'inventari.